# Équipe cycliste Canel's-Turbo-Mayordomo
L'équipe cycliste Canel's-Turbo-Mayordomo est une équipe cycliste mexicaine active en 2008. Durant sa seule année d'existence, elle participe aux circuits continentaux de cyclisme et en particulier l'UCI America Tour.

## Saison 2008

### Effectif
| Cycliste                        | Date de naissance | Nationalité | Équipe 2007                   |
| ------------------------------- | ----------------- | ----------- | ----------------------------- |
| José Ramón Aguirre              | 31-08-1988        | Mexique     | Néo-pro                       |
| Antonio Aldape                  | 20-11-1978        | Mexique     | Canel's Turbo                 |
| Uriel Clara                     | 08-02-1985        | Mexique     | Néo-pro                       |
| Byron Guamá                     | 14-06-1985        | Équateur    | Equipo Spoli Ecuador          |
| Carlos Manuel Hernandez Santana | 17-06-1976        | Mexique     | Canel's Turbo                 |
| Arquimedes Lam Zamora           | 02-09-1978        | Mexique     | Canel's Turbo                 |
| Carlos López González           | 17-01-1981        | Mexique     | Canel's Turbo                 |
| Eduardo Lugo                    | 27-03-1976        | Mexique     | Canel's Turbo                 |
| Florencio Ramos Torres          | 24-11-1977        | Mexique     | Canel's Turbo                 |
| Elio Fausto Saavedra            | 12-07-1984        | Mexique     | Boyacá Es Para Vivirla-Marche |
| David Salomon                   | 16-04-1980        | Mexique     | Canel's Turbo                 |
| José Andres Sanchez Ortega      | 21-03-1983        | Mexique     | Néo-pro                       |
| José Carlos Valdez Calva        | 02-09-1986        | Mexique     | Tecos de la Guadalajara       |

### Victoires
| Date       | Course                          | Pays       | Classe | Vainqueur                  |
| ---------- | ------------------------------- | ---------- | ------ | -------------------------- |
| 18/09/2008 | 6e étape du Tour du Mexique     | Mexique    | 2.2    | Antonio Aldape             |
| 20/09/2008 | 8e étape du Tour du Mexique     | Mexique    | 2.2    | José Carlos Valdez Calva   |
| 08/10/2008 | 3e étape du Tour de Chihuahua   | Mexique    | 2.2    | Byron Guamá                |
| 27/11/2008 | 3e étape du Tour du Chiapas     | Mexique    | 2.2    | Carlos López González      |
| 28/11/2008 | 4e étape du Tour du Chiapas     | Mexique    | 2.2    | José Ramón Aguirre         |
| 28/12/2008 | 14e étape du Tour du Costa Rica | Costa Rica | 2.2    | Julio Alberto Pérez Cuapio |